# Vera Polozkova
Vera Nikoláievna Polozkova (en ruso: Ве́ра Никола́евна Полозко́ва; 5 de marzo de 1986) es una poetisa, actriz y cantante rusa.

## Biografía
Vera Polozkova nació en Moscú, Unión Soviética, en 1986. Estudió periodismo en la Universidad Estatal de Moscú, pese a dejar la carrera poco antes de terminarla. Escribió para el periódico A Book Review y para las revistas Cosmopolitan y Afisha. Hasta 2008 trabajó en el Museo de Arte Contemporáneo ART4.RU. Su primer libro de poemas, Nepoemanie, fue publicado en 2008 por el escritor Alexander Zhitinsky, a quien conoció a través de su blog. Ese mismo año, la editorial Livebook publicó su colección Photosynthesis, en colaboración con la fotógrafa Olga Pavolga.
El 8 de junio de 2011, Polozkova debutó en la música con su álbum Sign of Inequality, logrando un buen número de ventas en la página de internet de la discográfica muz.ru. Desde el otoño de 2011 hasta el verano de 2012 ofreció unos 60 conciertos en Rusia y Ucrania.
Ese mismo año ganó el Premio de Poesía Rimma Kazakova. En 2012, fue nominada para el premio Made in Russia de la revista literaria Snob. En 2013 obtuvo una nominación al Premio Parábola.